# برايان كينسي
برايان كينسي (بالإنجليزية: Brian Kinsey)‏ هو لاعب كرة قدم بريطاني، ولد في 4 مارس 1938 في Charlton, London ‏ في المملكة المتحدة. لعب مع تشارلتون أثلتيك وتونبريدج أنغلز.